# Callmethebreeze
Callmethebreeze, född 7 maj 2018, är en italiensk varmblodig travhäst som tränas av sin ägare Philippe Allaire och körs av Andréa Guzzinati.
Callmethebreeze började tävla i september 2020 och inledde med 5 raka segrar från debuten. Han har till juni 2023 sprungit in 863 080 euro på 35 starter, varav 12 segrar samt 8 andraplatser och 5 tredjeplats. Karriärens hittills största segrar har kommit i Gran Premio Carlo Marangoni (2021) och Gran Premio Orsi Mangelli (2021).
Callmethebreeze har även segrat i Gran Premio Mipaaft Allevamento Maschi (2020), Gran Premio Tito Giovanardi (2021), Prix Piérre Plazen (2021), Fyraåringseliten (2022) och Gran Premio Tino Triossi (2022) samt kommit på andraplats i Gran Premio Nazionale (2021), Prix Henri Cravoisier (2021), Prix du Plateau de Gravelle (2022), Prix de Geneve (2022) och Sweden Cup (2023). Samt på tredjeplats i Derby italiano di trotto (2021), Prix Charles Tiercelin (2022), Prix Ourasi (2022), Critérium Continental (2022) och Kymi Grand Prix (2023).
Han är halvbror med talangen Ginostrabliggi som fortsatt är obesegrad efter 6 starter.

## Karriär

### Tiden som unghäst
Han inledde karriären som tvååring i Italien där han förblev obesegrad som tvååring. I sin sista start i tvååringssäsongen vinner han sitt första Grupp 1-lopp i loppet Gran Premio Mipaaft Allevamento Maschi körd av Alessandro Gocciadoro. Han inledde sin treåringssäsong i Prix Zimmerman där han kom på andraplats nu körd av Andréa Guzzinati men han fortsatte sedan sin segerrad med vinst i Grupp 1-loppet Gran Premio Tito Giovanardi därefter gjorde han sin första start i Belgien på banan Hippodrome de Wallonie som han vann på ett övertygande sätt.
I starten därefter startade han i Grupp 1-loppet Gran Premio Nazionale där han kom på andraplats efter den starten valde hans ägare och tränare Philippe Allaire att ta med honom till Frankrike där han i sin tredjestart på fransk mark vann loppet Prix Piérre Plazen där han slog bland annat Italiano Vero. Efter det startade han i Grupp 1-loppet Gran Premio Carlo Marangoni på travbanan Ippodromo Vinovo utanför Turin som han vann enkelt.
Han kom på tredjeplats i Derby italiano di trotto. Efter sin snöpliga tredjeplats i det italienska derbyt fick han sin revansh i storloppet Gran Premio Orsi Mangelli där han vann både sitt försök och final på ett lekande lätt sätt trots en snabb öppning i finalen.

## Statistik

### Större segrar
| År   | Lopp                                   | Kusk                  | Vinstbelopp | Grupp   |
| ---- | -------------------------------------- | --------------------- | ----------- | ------- |
| 2020 | Gran Premio Mipaaft Allevamento Maschi | Alessandro Gocciadoro | 92 000 EUR  | Grupp 1 |
| 2021 | Gran Premio Tito Giovanardi            | Andréa Guzzinati      | 64 400 EUR  | Grupp 1 |
| 2021 | Prix Piérre Plazen                     | Andréa Guzzinati      | 45 000 EUR  | Grupp 2 |
| 2021 | Gran Premio Carlo Marangoni            | Andréa Guzzinati      | 79 000 EUR  | Grupp 1 |
| 2021 | Gran Premio Orsi Mangelli              | Andréa Guzzinati      | 91 000 EUR  | Grupp 1 |
| 2022 | Fyraåringseliten                       | Andréa Guzzinati      | 50 000 EUR  | Grupp 2 |
| 2022 | Gran Premio Tino Triossi               | Andréa Guzzinati      | 64 400 EUR  | Grupp 1 |